# مطار سيدي حنيش
مطار سيدي حنيش أو مطار حجاج القصبة أو مطار فوكة كان مجمع مطارات عسكري مهجور خلال الحرب العالمية الثانية في مصر، يقع المطار في قرية سيدي حنيش شمال الصحراء الغربية المصرية، على بعد حوالي 376 كم (235 ميلاً) غرب وشمال غرب القاهرة.
كان المطار، المعروف باسم حجاج القصبة من قبل سلاح الجو الألماني اللوفتفافه، موقعًا لواحدة من أكثر الغارات الجريئة خلال الحرب العالمية الثانية من قبل القوة الجوية الخاصة البريطانية (SAS). وذلك عندما هاجمت مفرزة «إل» التابعة للقوة الجوية الخاصة، والمعروفة أيضًا باسم «مغاوير سترلينغ»، المطار الواقع حينها تحت سيطرة اللوفتافه في ليلة 26 يوليو 1942. قاد المغاوير قافلة من ثمانية عشر سيارة جيب، تحمل كل منها 3 أو 4 مغاوير بريطانيين أو فرنسيين، ودمروا أو خربوا حوالي أربعين طائرة للوفتفافه. أضر الهجوم بقدرة اللوفتافه أثناء الغزو الألماني لمصر، كذلك أدى تدمير العديد من طائرات النقل، إلى نقص قدرتها بشدة على إعادة إمداد القوات البرية الألمانية في ميدان القتال.
استخدمت القوة الجوية التاسعة للقوات الجوية للجيش الأمريكي المطار لاحقًا خلال حملة الصحراء الغربية التي شنها الجيش الثامن البريطاني، عملت المجموعة السابعة والخمسون مقاتلات بالمطار والتي حلقت بطائرات بي-40 وارهوك من 8 إلى 12 نوفمبر 1942.
هُجر المطار على ما يبدو بعد انتقال حملة الصحراء الغربية إلى ليبيا وغطته رمال الصحراء في النهاية. تظهر الصور الجوية بعض الشواهد على مكان وجوده.

## أراضي الهبوط البريطانية
- أرض الهبوط الشمالية رقم 12 - 31°09′0″N 027°32′0″E / 31.15000°N 27.53333°E
- أرض الهبوط الجنوبية رقم 13 - 31°07′5″N 027°31′0″E / 31.11806°N 27.51667°E
- أرض الهبوط رقم 101 - 31°06′0″N 027°31′0″E / 31.10000°N 27.51667°E
- أرض الهبوط رقم 102 - 31°06′0″N 027°33′5″E / 31.10000°N 27.55139°E

## وصلات خارجية
- موقع محتمل للمطار على ويكيمابيا